# Blas Cabrera Felipe
Blas Cabrera y Felipe (Arrecife, Lanzarote, 20 de maig de 1878 - Mèxic DF, 1 d'agost de 1945) va ser un físic canari, considerat un dels científics espanyols més importants de la història.

## Biografia
Va estudiar el batxillerat a La Laguna. A continuació es va traslladar a Madrid on va començar a estudiar dret, seguint la tradició familiar. No obstant això, va conèixer Santiago Ramón y Cajal, qui el va convèncer per deixar dret i estudiar ciències. Així, es llicencia en Ciències Físiques i Matemàtiques a la Universitat Central de Madrid, doctorant-se en Ciències Físiques el 1901.
Va contreure matrimoni a La Laguna amb María Sánchez Real. Van tenir tres fills: Blas (metge i adjunt a la Càtedra de Fisiologia de la Universitat Central de Madrid amb el catedràtic i polític canari Juan Negrín López, de qui posteriorment fou el seu secretari particular durant la Presidència del Govern de la II República Espanyola); Luis, (arquitecte) i Nicolás (físic i catedràtic de la Universitat de Virgínia (EUA) i de l'Autònoma de Madrid). El fill de Nicolás, Blas Cabrera Navarro, per tant net de Blas Cabrera Felipe, és actualment catedràtic de física de la Universitat Stanford a Califòrnia.
Blas Cabrera Felipe fou sobretot un físic experimental i va desenvolupar la seva major activitat en el camp de les propietats magnètiques de la matèria, aconseguint un lloc singular en la física del seu temps. El 1903 va participar en la fundació de la Societat Espanyola de Física i Química i dels Anales d'aquesta Societat. El 1905 va obtenir la càtedra d'Electricitat i Magnetisme a la Universitat Central. El 1910, la Junta per a l'Ampliació d'Estudis va crear el Laboratori d'Investigacions Físiques, del que Cabrera en va ser nomenat director. El Laboratori constava de cinc línies d'investigació: magnetoquímica, químic-física, electroquímica, electroanàlisi i espectroscòpia, i va contribuir enormement a desenvolupar la investigació física a Espanya. Pensionat per la Junta d'Ampliació d'Estudis (1912), va recórrer diversos centres d'investigació europeus, com el Laboratori de Física del Politècnic de Zuric, que dirigia Pierre Weiss, en el qual va desenvolupar tasques d'investigació en magnetoquímica. Va visitar també els laboratoris de física de les universitats de Ginebra i Heidelberg, així com l'Oficina Internacional de Pesos i Mesures a París.
Al seu retorn a Espanya, va posar en pràctica les tècniques apreses en el seu periple europeu, especialment aquelles desenvolupades en el laboratori de Zuric, continuant amb les seves investigacions sobre el magnetisme, en col·laboració amb altres investigadors com Enric Moles i Ormella o Arturo Duperier Vallesa.

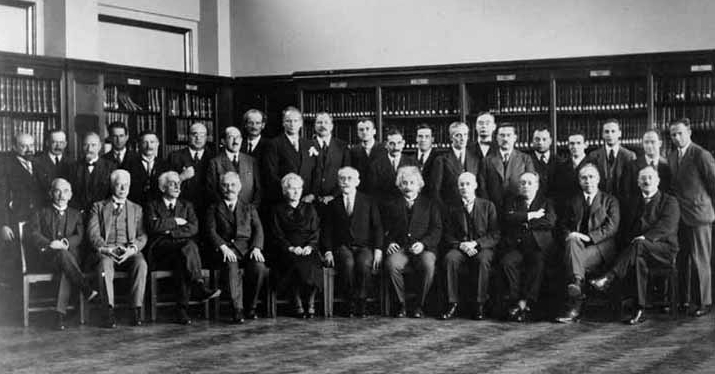
Fotografia dels participants del VI Congrés Solvay de 1930. Blas Cabrera apareix a primera fila, el tercer per la dreta. Està assegut entre Owen Willans Richardson i Niels Bohr, darrere hi ha Peter Debye i Wolfgang Pauli. També es pot veure Albert Einstein, Marie Curie i Werner Heisenberg.

La labor d'investigació de Cabrera va ser notable. Entre 1910 i 1934 va publicar uns cent deu treballs, fins al punt que Pierre Weiss, en aquell temps director de l'Institut de Física de la Universitat d'Estrasburg, va comentar el 1932 que dels 180 articles sobre magnetisme presents a la biblioteca de l'institut, 24 provenien del Laboratori d'Investigacions Físiques dirigit per Cabrera. Va establir la llei que descriu les variacions que experimenten en el sistema periòdic d'elements els moments magnètics dels àtoms de la família del ferro (la denominada corba de Cabrera). Va modificar la llei de Curie-Weiss, que descriu la susceptibilitat magnètica d'un material ferromagnètic a la regió paramagnètica situada més enllà del punt Curie i va deduir una equació per descriure el moment magnètic de l'àtom tenint en compte l'efecte de la temperatura.
Així mateix, va millorar molts dispositius experimentals. Va ser el primer científic a Espanya a usar els mètodes de la teoria d'errors i dels mínims quadrats per a la determinació de les constants físiques. Algunes de les seves mesures de susceptibilitat magnètica segueixen sent les més precises existents en l'actualitat.
La seva labor, no obstant això, no fou només d'investigació. Va ser també un gran divulgador i difusor de les modernes teories físiques que es van descriure en el primer terç del segle xx. Així, el 1912 va publicar un article en la revista de la Reial Acadèmia de Ciències Exactes, Físiques i Naturals titulat Principios fundamentales del análisis vectorial en el espacio de tres dimensiones y en el Universo de Minkowsky. Juntament amb la ressenya publicada el 1912 per Esteve Terradas del llibre de Max von Laue Das Relativitätsprincip, aparegut l'any anterior, aquests treballs van suposar donar a conèixer a Espanya la teoria de la relativitat especial.
La labor de Cabrera va ser així mateix reconeguda a nivell internacional. Cabrera va ser amfitrió d'Albert Einstein en la seva visita a Espanya el 1923. El 1928 va ser nomenat membre de l'Acadèmia de Ciències Francesa, sent patrocinat pels físics Pierre Langevin i Maurice de Broglie. Aquest any va rebre el major reconeixement de tota la seva carrera: proposat per Albert Einstein i Marie Curie, Cabrera va ser nomenat membre del Comitè Científic de la VI Conferència Solvay. Aquests congressos, de periodicitat trianyal, reunien als millors físics del món. En aquesta Conferència, celebrada el 1930, Cabrera va participar amb una ponència titulada Les propietats magnètiques de la matèria.
El 1931 va ser nomenat rector de la Universitat Central de Madrid. Un any després, juntament amb altres científics, com Miguel Ángel Catalá o el seu deixeble, Julio Palacios, va impulsar la creació de l'Institut Nacional de Física i Química, amb l'ajuda d'una donació de la Fundació Rockefeller, i situat en el denominat edifici Rockefeller, en la madrilenya carrer Serrano (avui és l'Institut de Química-Física Rocasolano, del Consell Superior d'Investigacions Científiques).
El 1931, Cabrera havia substituït Leonardo Torres Quevedo, que havia abandonat el seu càrrec per problemes de salut, a l'Oficina Internacional de Pesos i Mesures. El 1933 va participar en la creació de la Universitat Internacional d'Estiu de Santander (actual Universitat Internacional Menéndez Pelayo), de la que en fou nomenat rector l'any següent. El 1936 es trobava a Santander quan fou sorprès per l'esclat de la Guerra Civil. Va passar a França i des d'aquí a Madrid. El 1937, el president de l'Oficina Internacional de Pesos i Mesures, Pieter Zeeman, el va nomenar secretari de l'Oficina, càrrec que ocuparia entre 1937 i 1941, i marxà a viure a París.
La depuració com a catedràtic pel bàndol franquista, sense lloc a procés contradictori algun, es va produir mitjançant Ordre Ministerial de febrer de 1939, al costat d'altres catedràtics:
| «                                                               | ... se separa definitivament per ser pública i notòria la desafecció dels catedràtics universitaris que s'esmentaran al nou règim implantat a Espanya, no solament per les seves actuacions a les zones que han sofert i en les quals sofreixen la dominació marxista, sinó també per la seva pertinaç política antinacionalista i antiespanyola en els temps precedents al Gloriós Moviment Nacional. L'evidència de les seves conductes pernicioses per al país fa totalment inútils les garanties processals que, en un altre cas constitueixen la condició fonamental en tot enjudiciament, i per això, aquest Ministeri ha resolt separar definitivament del servei i donar de baixa en els seus respectius escalafons als senyors:Luis Jiménez de Asúa, Fernando de los Ríos Urruti, Felipe Sánchez Román i José Castillejo Duarte, catedràtics de Dret; José Giral Pereira, catedràtic de Farmàcia; Gustavo Pittaluga Fattorini i Juan Negrín López, catedràtics de Medicina; Blas Cabrera Felipe, catedràtic de Ciències; Julián Besteiro Fernández, José Gaos y González-Pola i Domingo Barnés Salinas, catedràtics de Filosofia i Lletres, tots ells de la Universitat de Madrid. Pablo Azcárate Flórez, Demófilo de Buen Lozano, Mariano Gómez González i Wenceslao Roces Suárez, catedràtics excedents de Dret | » |
| — Ordre del 3 de febrer de 1939, Ministeri d'Educació Nacional. | |   |

Es va exiliar a Mèxic, on va ser acollit per la Facultat de Ciències de la Universitat Nacional Autònoma de Mèxic, on va treballar com a Professor de Física Atòmica i d'Història de la Física. El 1944 va començar a dirigir la revista Ciencia, editada pels científics espanyols exiliats, succeint després de la seva mort a Ignacio Bolívar. En aquest mateix any, la Institució Cultural Espanyola de Buenos Aires va publicar el seu últim llibre El magnetismo de la materia. Va morir el 1945 a Mèxic, en l'exili.

## Càrrecs
Va ocupar diversos càrrecs i va pertànyer a diverses institucions: membre i president de la Reial Acadèmia de Ciències Exactes, Físiques i Naturals, membre de la Reial Acadèmia Espanyola (on va ocupar la butaca del seu amic i mestre Santiago Ramón y Cajal), president de la Societat Espanyola de Física i Química, director del Laboratori d'Investigacions Físiques (de la Junta per a l'Ampliació d'Estudis), director de l'Institut Nacional de Física i Química, membre estranger de l'Acadèmia de Ciències Francesa, membre del Comitè Científic de les Conferències Solvay (Brussel·les), rector de la Universitat Central de Madrid i de la Universitat Internacional Menéndez Pelayo i secretari del Comitè Internacional de Pesos i Mesures de París. També va ser membre, juntament amb diversos guardonats amb el Premi Nobel de Física i Química, del comitè de patrocini de la Societat d'Amics d'André-Marie Ampère, que el 1931 va crear el primer museu científic interactiu de França, el Museu Ampère.

## Obres
- La teoría de los magnetones y la magnetoquímica de los compuestos férricos (1912).
- Principios fundamentales de análisis vectorial en el espacio de tres dimensiones y en el Universo de Minkowski (1912 13).
- Estado actual de la teoría de los rayos X y Y. Su aplicación al estudio de la estructura de la materia (1915).
- ¿Qué es la electricidad? (1917).
- MagnétoChimie (1918).
- El estado actual de la teoría del magnetismo (1916-1919).
- Principio de relatividad (1923).
- Paramagnetismo y estructura del átomo y de la molécula (1923-1927).
- El átomo y sus propiedades electromagnéticas (1927).
- L'étude expérimentale du paramagnétisme. Le magnéton (1931).
- Electricidad y teoría de la materia (1933).
- Diaet paramagnétisme et structure de la matiére (1937).
- El atomismo y su evolución (1942).
- El magnetismo de la materia (1944).